# North Bay Village
North Bay Village è un comune degli Stati Uniti d'America situato nella parte settentrionale della Contea di Miami-Dade dello Stato della Florida.
Secondo le stime del 2011, la città ha una popolazione di 7.305 abitanti su una superficie di 0,86 km².